# Megastylus kuslitzkii
Megastylus kuslitzkii är en stekelart som beskrevs av Humala 2007. Megastylus kuslitzkii ingår i släktet Megastylus och familjen brokparasitsteklar. Inga underarter finns listade i Catalogue of Life.